# کسنیا پالکینا
 کسنیا پالکینا (انگلیسی: Ksenia Palkina؛ زادهٔ ۱۳ دسامبر ۱۹۸۹) یک تنیس‌باز اهل قرقیزستان است.